# L'Homme illustré
L'Homme illustré (titre original : The Illustrated Man) est un recueil de nouvelles de science-fiction écrit par Ray Bradbury et publié pour la première fois aux États-Unis en 1951 chez Doubleday.
En France, il est publié en 1954 chez Denoël dans la collection Présence du futur.
Composé de dix-huit nouvelles, L'Homme illustré est construit autour de la rencontre entre le narrateur et un employé de cirque.
Ce dernier a été tatoué, ou plutôt illustré, sur l'ensemble du corps par une vieille femme qui prétendait maîtriser le temps. Chaque image, en prenant vie, raconte alors une histoire différente, prédictive de ce qui doit arriver. Les nouvelles sont indépendantes les unes des autres.

## Analyse
De la même manière que le font les Chroniques martiennes, L'Homme illustré traite de thèmes qui sont chers à la société et à la population  américaine de l'époque. Ainsi, le recueil peut parfois s'avérer être une critique de la guerre (La Grand-route, Le Renard et la forêt, La Dernière nuit du monde), du racisme (Comme on se retrouve) ou de la technologie (La Brousse, Automates, société anonyme).
Ray Bradbury, notamment dans ses nouvelles Les Bannis et La Bétonneuse s'intéresse également ici au problème de la censure. De ce fait, il prépare ce qui deviendra plus tard le roman Fahrenheit 451.
Enfin le recueil, comme d'autres œuvres écrites durant l'Âge d'or de la science-fiction aborde la conquête de l'espace, en laissant cette fois-ci la place centrale des intrigues aux rapports humains et aux conséquences de la technologie sur ces derniers.

## Différentes éditions
- Denoël, collection Présence du futur n°3, deuxième trimestre 1954, 256 pages[1], réédité en 1969, 1971, 1976, 1977, 1981, 1994, 1999[2].
- Dans la collection Lunes d'encre (Denoël), le recueil est associé à La Foire des ténèbres et Le Pays d'octobre dans un volume intitulé Trois automnes fantastiques en 2002. Conformément à la nouvelle édition américaine, une légère modification intervient dans la composition des nouvelles : Les Boules de feu, incorporée aux Chroniques martiennes, est supprimée et remplacée par L'Homme illustré, texte inédit en français jusqu'alors. Une préface de l'auteur intitulée Danser pour ne pas être mort est aussi ajoutée. La traduction est révisée par Brigitte Mariot[3].
- Gallimard, collection "Folio SF" n°218, juillet 2005.

## Composition
- Préface : Danser pour ne pas être mort (Introduction : Dancing, So As Not to Be Dead)
- Préface écrite par l'auteur en 1999 et incluse dans le recueil depuis 2001 aux États-Unis[4], et depuis 2002 en France. Traduction de Brigitte Mariot.

- Prologue: L'Homme Illustré (Prologue: The Illustrated Man)
- Texte inédit.

- La Brousse (The Veldt)
- Première publication dans le Saturday Evening Post, 23 septembre 1950[5].

- Kaléidoscope (Kaleidoscope)
- Première publication dans Thrilling Wonder Stories, octobre 1949[6].

- Comme on se retrouve (The Other Foot)
- Première publication dans New Story Magazine, mars 1951[7].

- La Grand-route (The Highway)
- Première publication dans Copy, printemps 1950, sous le pseudonyme de Leonard Spalding[8].

- L'Homme (The Man)
- Première publication dans Thrilling Wonder Stories, février 1949[9].

- La Pluie (The Long Rain)
- Première publication dans Planet Stories, été 1950[10].

- L'Homme de l'espace (The Rocket Man)
- Première publication dans Maclean's, mai 1951[11]. Cette nouvelle inspire Bernie Taupin pour l'écriture de Rocket Man, single d'Elton John en 1972.

- Les Boules de feu (The Fire Balloons)
- Première publication sous le titre In This Sign... dans Imagination, avril 1951[12]. Retirée du recueil et incluse dans Chroniques martiennes sous le titre Les Ballons de feu.

- La Dernière nuit du monde (The Last Night of The World)
- Première publication dans Esquire, février 1951[13]. Titre français dans les premières éditions: La Nuit dernière.

- Les Bannis (The Exiles)
- Première publication dans Maclean's, 15 septembre 1949[14].

- Ni un soir ni un matin (No Particular Night or Morning)
- Texte inédit.

- Le Renard et la forêt (The Fox and The Forest)
- Première publication dans Collier's, 13 mai 1950[15].

- Le Visiteur (The Visitor)
- Première publication dans Startling Stories, novembre 1948[16].

- La Bétonneuse (The Concrete Mixer)
- Première publication dans Thrilling Wonder Stories, avril 1949[17].

- Automates, société anonyme (Marionettes, Inc.)
- Première publication dans Startling Stories, mars 1949[18].

- La Ville (The City)
- Première publication dans Startling Stories, juillet 1950[19].

- L'Heure H (Zero Hour)
- Première publication dans Planet Stories, automne 1947[20].

- La Fusée (The Rocket)
- Première publication dans Super Science Stories, mars 1950[21].

- L'Homme illustré (The Illustrated Man)
- Première publication dans Esquire, juillet 1950[22]. Cette nouvelle apparaît dans le recueil à partir de 2001. Traduction de Brigitte Mariot pour l'édition française de 2002.

- Epilogue (Epilogue)
- Texte inédit.

## Adaptations

### Cinéma
- 1969 : L'Homme tatoué (The Illustrated Man), par le réalisateur Jack Smight.

### Télévision
- 1951: Out There, épisode The Man d'après le texte L'Homme.
- 1952: CBS Television Workshop, épisode Rocket d'après le texte La Fusée.
- 1955: Star Tonight, épisode Zero Hour, d'après le texte L'Heure H.
- 1958: Alfred Hitchcock présente, épisode Design for Living, d'après Automates, société anonyme.
- 1965: Out of the Unknown, épisode The Fox and the Forest, d'après Le Renard et la forêt.
- 1983: Savannen, téléfilm de Tord Pååg, d'après La Brousse.
- 1985 à 1992: Ray Bradbury présente, cinq épisodes adaptant Automates,société anonyme, La Brousse, L'Heure H, La Bétonneuse et La Pluie.